# Fagiolino

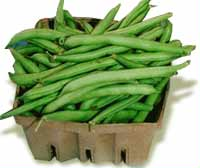
Fagiolini interi in vendita.

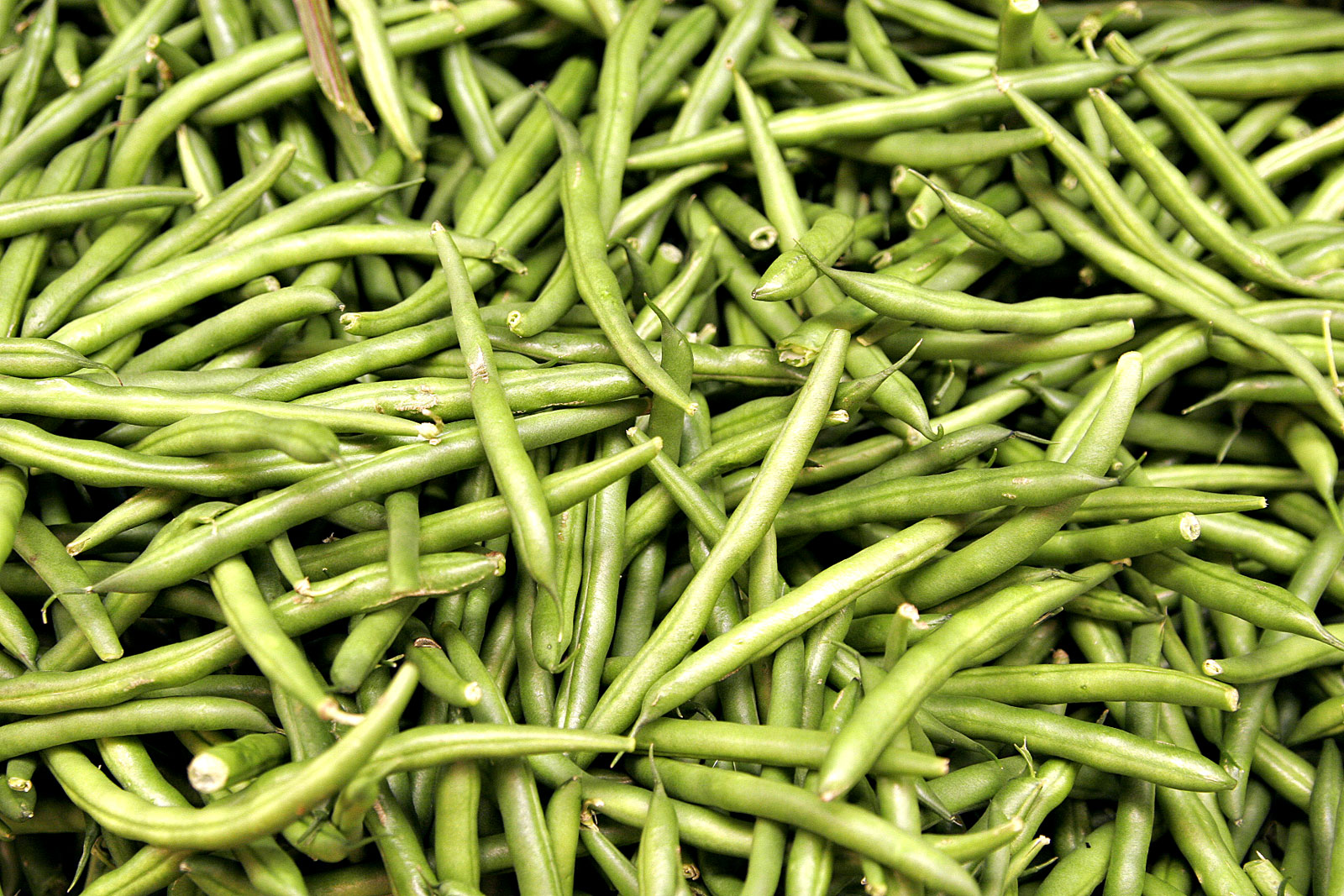

Il fagiolino, detto anche tegolina o cornetto (in dialetto del Nord Italia), è il baccello verde e acerbo di diverse cultivar della pianta del fagiolo comune (Phaseolus vulgaris), è un legume.

## Descrizione
A differenza dei fagioli, e di molti altri legumi, i fagiolini vengono raccolti e consumati con i loro baccelli, tipicamente prima che i semi interni siano arrivati a maturazione. Sono noti anche per il loro basso contenuto calorico.

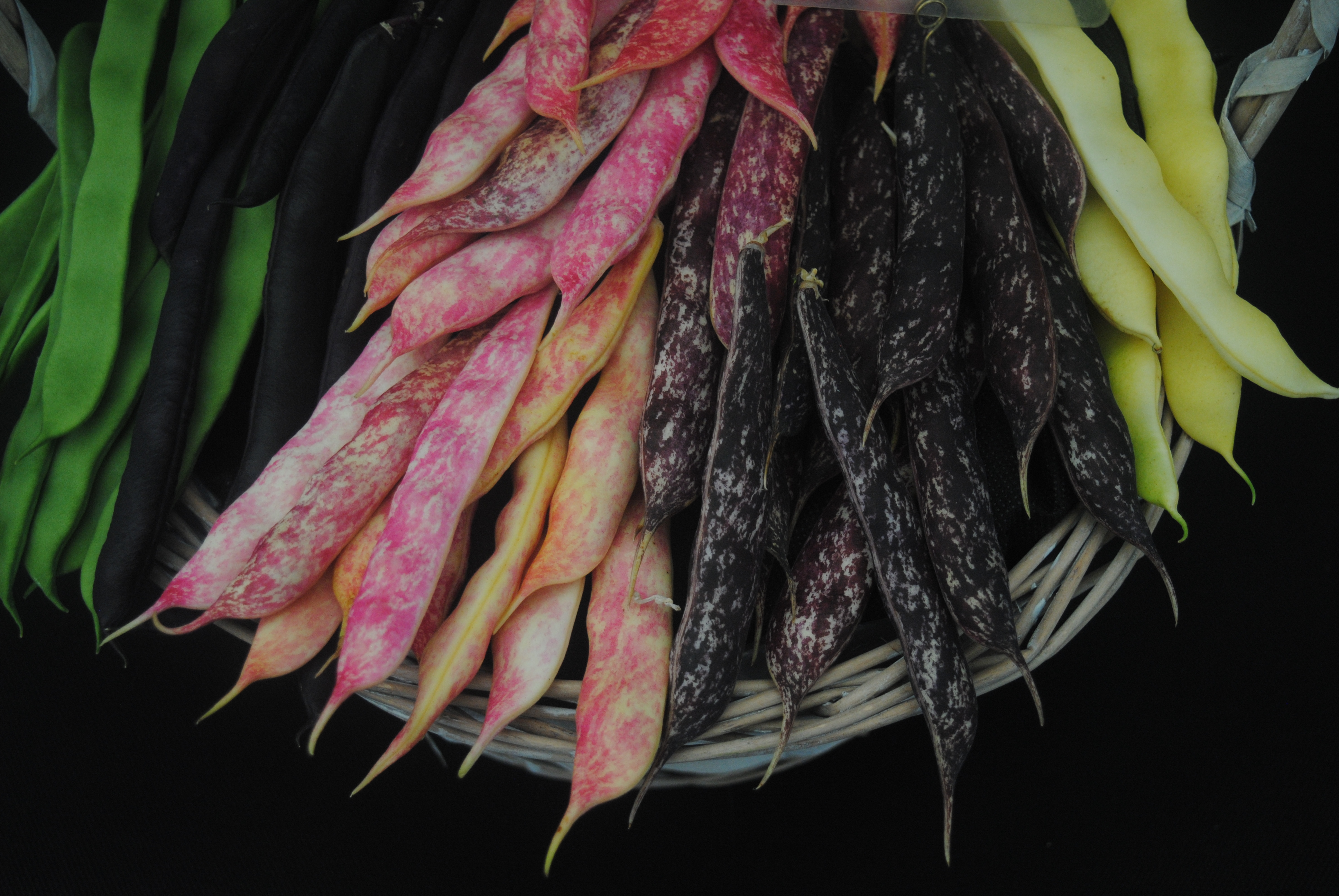
'The Hunter', 'Cosse Violette', 'Rob Roy', 'Rob Splashed', 'Kingston Gold'